# Guerra cultural

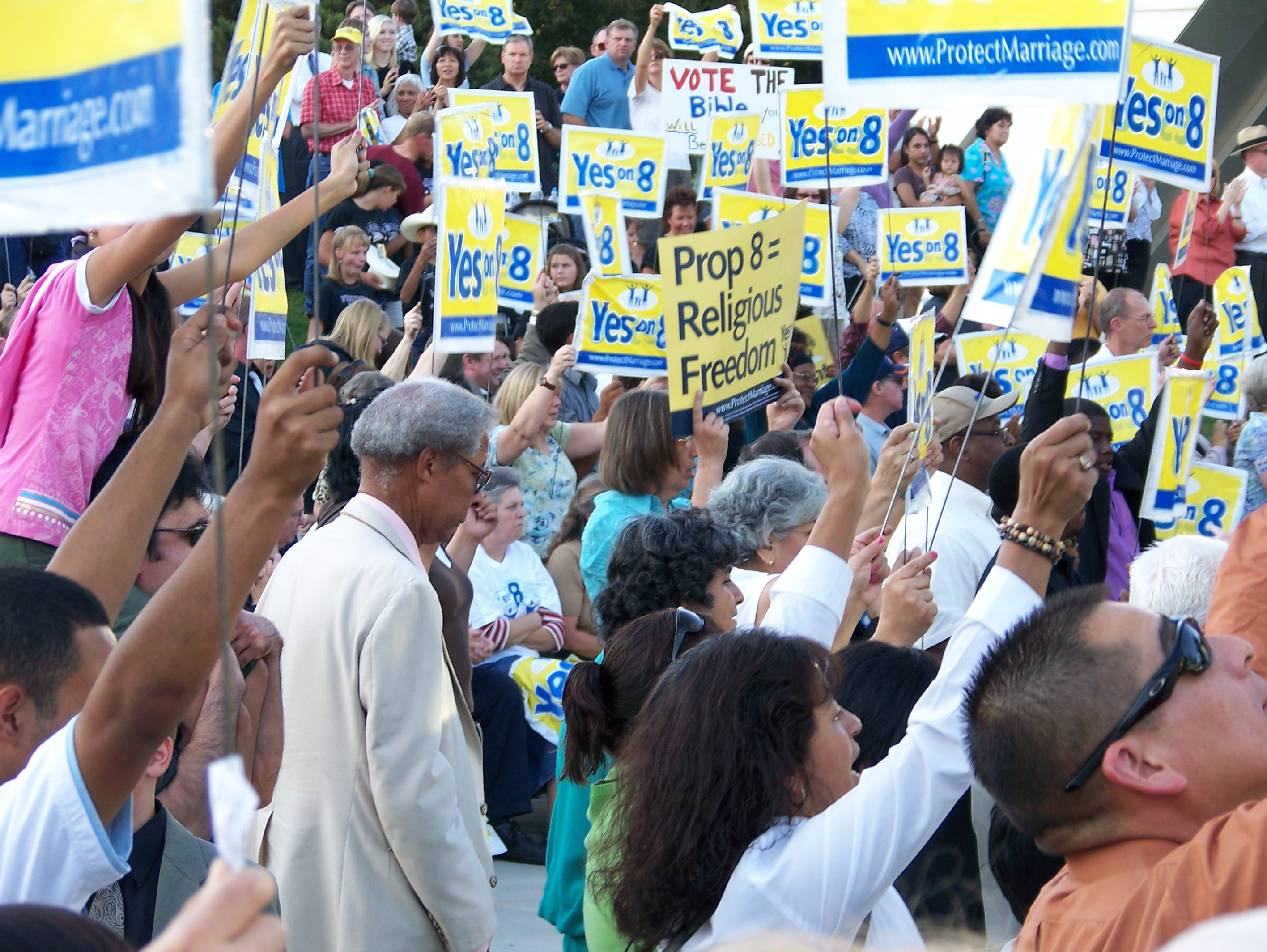
Protesto pela Proposição número 8, votação na Califórnia para banir o casamento de pessoas do mesmo sexo.

Guerra cultural ou conflito cultural é um termo que tem significados diferentes, dependendo do tempo e lugar onde o termo é usado, e como se relaciona com os conflitos pertinentes a uma determinada área e época.
Originalmente, refere-se ao conflito entre tradicionalistas, liberais clássicos ou valores conservadores, e democracia social, progressista ou valores sociais liberais no mundo Ocidental, assim como em outros países. Guerras culturais vem influenciando o debate sobre a história, a ciência e a outros programas e em todas as sociedades ao redor do mundo.
O termo chegou a significar diferentes assuntos nos Estados Unidos, Canadá, Austrália, Europa, Brasil, e, em geral, em todo o mundo.

## Origem

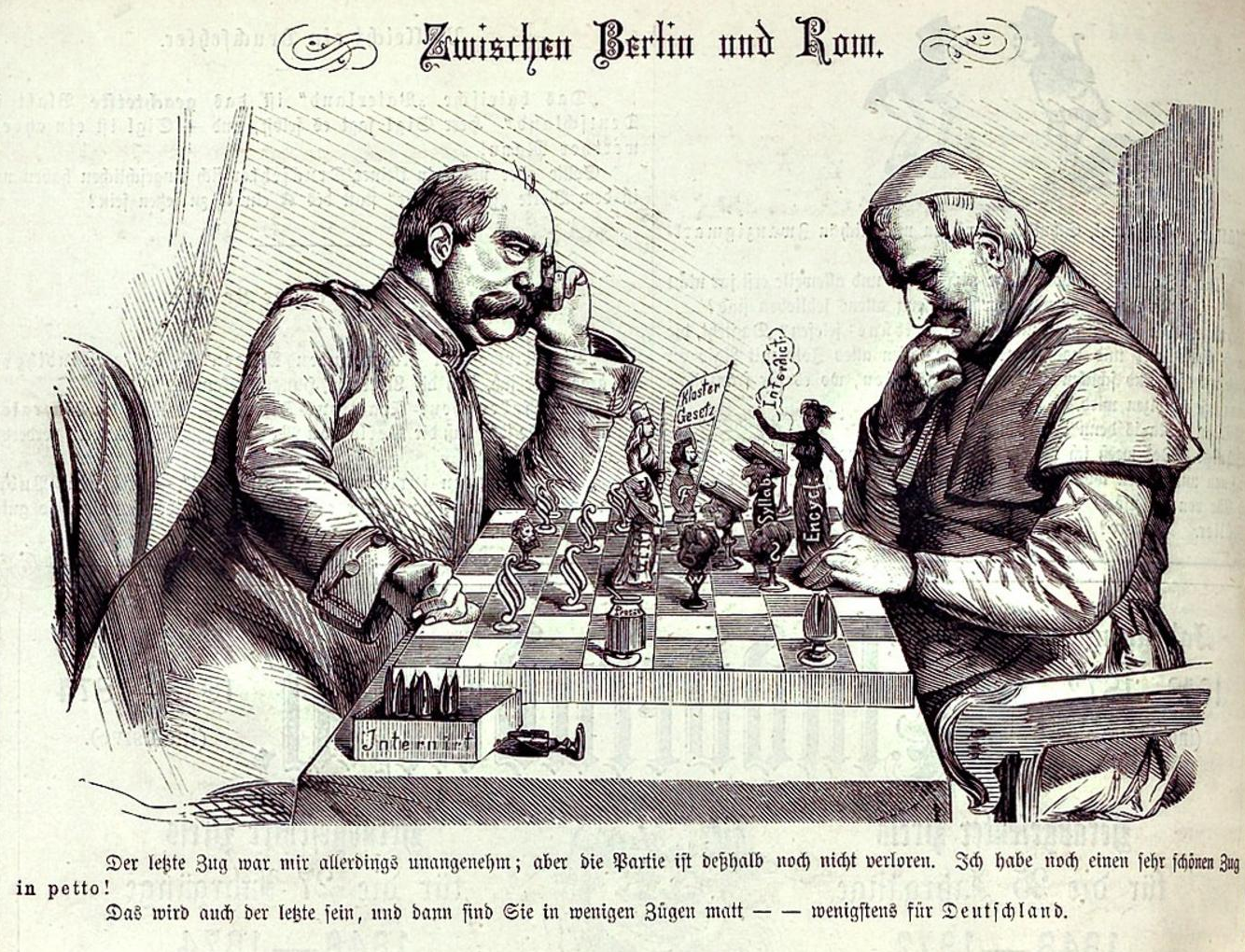
Bismarck (à esquerda) e o Papa, de a revista satírica alemã Kladderadatsch, 1875

A expressão "guerra cultural" representa uma tradução emprestada (calque) do alemão Kulturkampf. A palavra alemã Kulturkampf  refere-se ao confronto entre os agentes culturais e os grupos religiosos na campanha a partir de 1871 a 1878, sob o Chanceler Otto von Bismarck do Império alemão contra a influência da Igreja Católica Romana.

## Estados Unidos
A expressão "guerra cultural" entrou no vocabulário dos Estados Unidos a política, com a publicação da Culture Wars: A Luta para Definir a América por James Davison Hunter, em 1991. Hunter percebeu realinhamento e polarização política dramática que tinha transformado política e cultura americana, incluindo as questões do aborto, porte de armas, aquecimento global, imigração, separação da igreja e do estado, privacidade, consumo de drogas recreativas, direitos LGBT, e a censura.
O uso do termo "guerra cultural" pode sugerir um conflito entre os valores considerados tradicionalistas ou conservadores, contra aqueles considerados progressistas ou liberais. Originou-se na década de 1920, quando os valores urbanos e rurais norte-Americanos entraram em conflito evidente. A isto seguiu-se várias décadas de imigração para os Estados, por pessoas que anteriormente imigrantes Europeus considerados "estrangeiros". Também foi resultado das transformações culturais e tendências de modernização dos Loucos Anos Vinte, culminando com a campanha presidencial de Al Smith , em 1928. No entanto, o livro Guerras culturais: A Luta para Definir a América redefiniu o termo "guerra cultural" nos Estados Unidos. Hunter traça o conceito de 1960. A percepção do foco da guerra cultural Norte-Americana e a sua definição tem tomado diversas formas desde então.

### Anos 1990
James Davison Hunter, um sociólogo na Universidade de Virgínia, introduziu a expressão novamente em sua publicação, Guerras culturais: A Luta para Definir a América, em 1991. Hunter descreveu o que viu como um dramático realinhamento e polarização que se tinha transformado a política americana e a cultura.
Ele argumentou que, em um número crescente de temas (aborto, legislação sobre armas, a separação de igreja e estado, privacidade, uso recreativo de drogas, homossexualidade, censura) existiam em duas polaridades definidas. Além disso, não só havia uma série de questões divisórias, mas a sociedade em si tinha se dividido ao longo das mesmas opiniões sobre estas questões, de forma a constituir dois grupos rivais. Estes grupos foram definidos não somente por religião, etnia, classe social, ou filiação partidária, mas sim por diferentes visões ideológicas de mundo.
Hunter caracterizou esta polaridade, como resultantes de impulsos opostos, em direção ao que ele se refere como Progressismo e como Ortodoxia. Outros adotaram a dicotomia com diferentes rótulos. Por exemplo  Bill O'Reilly, comentarista da Fox News, enfatiza as diferenças entre o "Progressistas Seculares" e "Tradicionalistas".

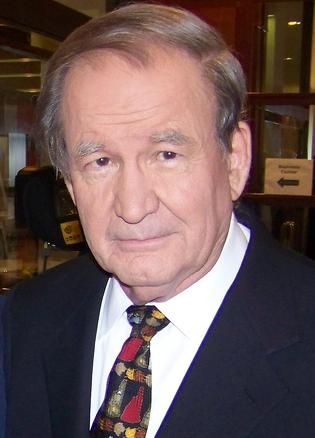
Patrick Buchanan em 2008.

Em 1990, o comentarista Pat Buchanan montou uma campanha de nomeação para Presidente Republicano, competindo contra George H. W. Bush, em 1992. Ele recebeu um tempo na Convenção Republicana de 1992, para dar o seu discurso sobre a guerra cultural. Ele argumentou: "Existe uma guerra religiosa que se passa no nosso país para a alma da América. É uma guerra cultural, fundamental para o tipo de nação que seremos, assim como foi a Guerra Fria em si." Além de criticar os ambientalistas e o feminismo, ele retratou a moralidade pública como um problema:
A agenda [que Bill e Hillary Clinton ] imporiam na América, aborto a pedido, um teste decisivo para o Supremo Tribunal de Justiça, direitos homossexuais, a discriminação contra as escolas religiosas, mulheres em unidades de combate—que é de fato uma mudança. Mas, esta não é o tipo de mudança que a América quer. E não é o tipo de mudança que a América precisa. E não é o tipo de mudança que devemos tolerar em um país que ainda podemos chamar de um país de Deus.
Um mês depois, Buchanan caracterizou o conflito como poder sobre a definição do que é certo e errado na sociedade. Ele disse que aborto, orientação sexual e a cultura popular como principais frentes—e falou de outras controvérsias, incluindo embates sobre a bandeira Confederada, feriado de natal e do arte financiada por impostos. Buchanan também disse que a atenção negativa que seu discurso sobre a "guerra cultural" recebeu foi a própria evidência da polarização nos Estados Unidos.
A guerra cultural teve um impacto significativo na política norte-americana, na década de 1990. A retórica da Coalizão Cristã da América pode ter enfraquecido as chances do presidente George H. W. Bush ganhar a reeleição, em 1992, e ajudou o seu sucessor, Bill Clinton, em 1996. Por outro lado, a retórica dos guerreiros conservadores culturais ajudou os Republicanos ganhar o controle do Congresso, em 1994.
A guerra cultural influenciou o debate sobre os currículos nas escolas estaduais nos Estados Unidos, na década de 1990. Em particular, os debates sobre o desenvolvimento de padrões nacionais, em 1994, girava em torno de se o estudo da história Americana deve ser uma "comemoração" ou "crítico".

### Anos 2000

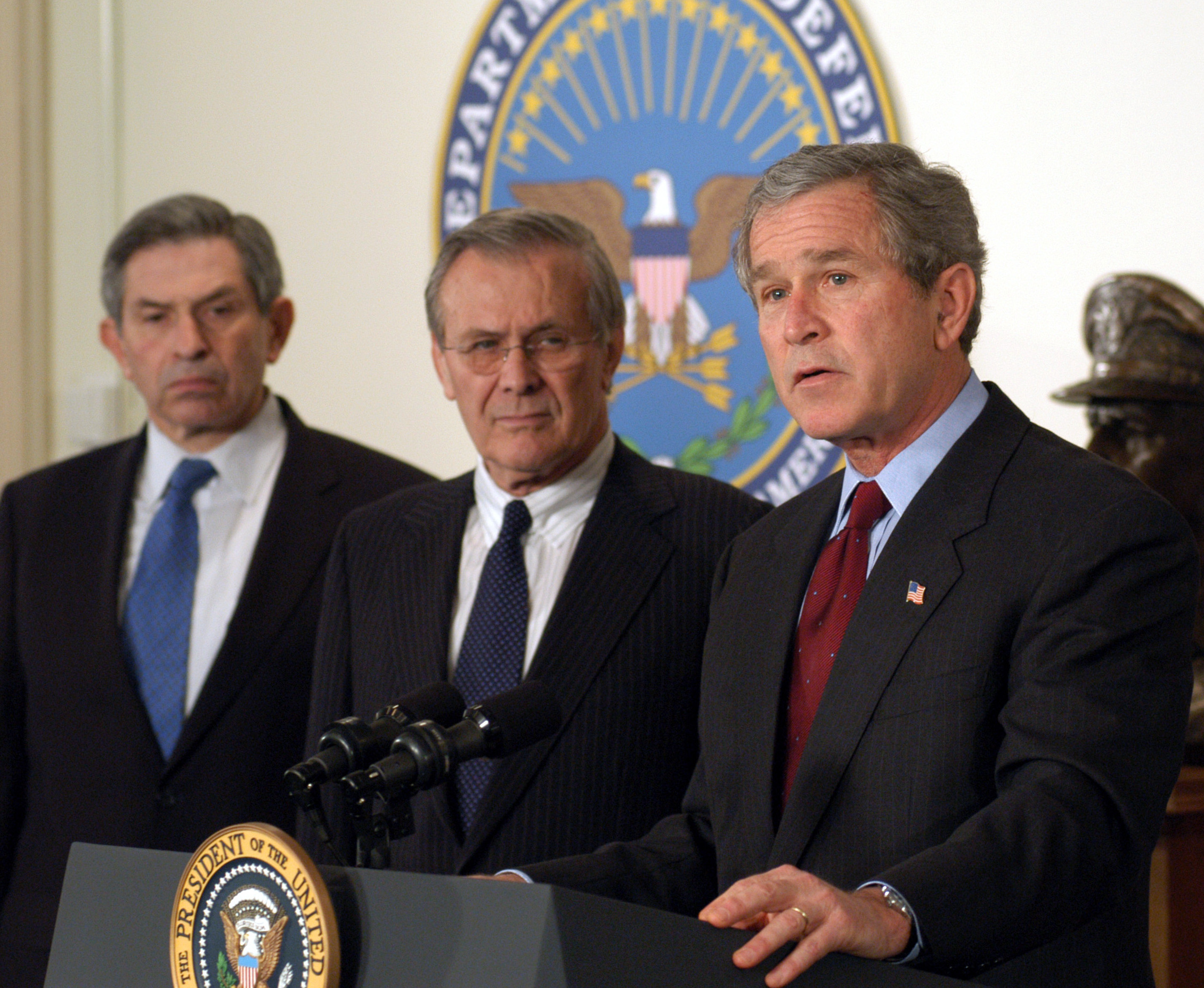
George W. Bush, Donald Rumsfeld e Paul Wolfowitz, foram destaques entre os neo-conservadores da década de 2000.

Uma visão de mundo chamado de neo-conservadorismo mudou os termos do debate no início da década de 2000. Os neo-conservadores diferem de seus oponentes em que eles interpretaram os problemas enfrentados pela nação como questões morais, ao invés de incluir econômica ou questões políticas. Por exemplo, o declínio da estrutura familiar tradicional era visto como uma crise espiritual por neo-conservadores que exigia uma resposta espiritual. Os críticos acusaram os neo-conservadores de confundir causa e efeito.

## Canadá
No Canadá, a "guerra cultural" refere-se aos diferentes valores entre a parte Ocidental versus Oriental do Canadá, urbano versus rural, conservadorismo versus liberalismo. Uma divisão entre o francês e o inglês também é uma parte consistente da sociedade Canadense.
A expressão "guerra cultural" (ou "guerras culturais") no Canadá, descreve a polarização entre os diferentes valores dos Canadenses. Isso pode ser Ocidente versus Oriente, rural versus urbano, ou valores tradicionais versus valores progressistas. "Guerra cultural" é um termo relativamente novo na discussão política do Canadá. Ainda pode ser usado para descrever eventos históricos no Canadá, tal como a Rebelião de 1837, soberania do Quebec, conflitos indígenas, mas é mais relevante para os eventos atuais, como o disputa de terras no Rio Grand e a crescente hostilidade entre conservadores e liberais Canadenses. Polêmica surgiu em 2010, quando Frank Graves sugeriu que o  Partido Liberal iniciasse de uma "guerra cultural" contra o  Partido Conservador. "Eu disse a eles que eles devem invocar uma guerra cultural. O cosmopolitismo versus paroquialismo, o secularismo versus moralismo, Obama versus Palin, a tolerância versus racismo e a homofobia, democracia versus autocracia. Se os homens velhos mal-humorado em Alberta não gostam, que seja. Vá para o sul e vote Palin." A frase "guerras culturais" também tem sido usada para descrever a atitude do governo de  Harper para com a classe artística. Andrew Coyne denominou essa política negativo para com a comunidade artística de 'luta de classes'.

## Austrália
Interpretações da história aborígene tornou-se parte de um amplo debate político, por vezes chamado de "guerra cultural" durante o mandato da  Coalizão Liberal–Nacional, no governo de 1996 a 2007, com o primeiro-ministro da Austrália, John Howard, defendendo publicamente o ponto de vista de alguns dos associados da revista australiana Quadrant. Este debate se estendeu numa controvérsia sobre a apresentação da história no Museu Nacional da Austrália e nos currículos de história no ensino médio. Também migrou para o público geral, meios de comunicação australianos, com as principais manchetes em jornais como o The Australian e o The Sydney Morning Herald publicando regularmente artigos de opinião sobre o tema. Marcia Langton se refere muito a esse debate mais amplo como "guerra pornô" e como um "beco intelectual sem saída".[carece de fontes?]
Dois primeiros-ministros australianos, Paul Keating (no cargo entre 1991 e 1996) e John Howard (entre 1996 e 2007), tornaram-se os principais participantes nestas "guerras". De acordo com a análise de Mark McKenna encomendada pela Parliamentary Library of Australia, John Howard acredita que Paul Keating retratou a Austrália pré-Whitlam (primeiro-ministro entre 1972 e 1975) de forma indevidamente negativa; enquanto Keating procurou distância do moderno movimento do Partido Trabalhista, e de seu apoio histórico da monarquia e da política da Austrália Branca, argumentando que ele era conservador australiano que tinham colocado obstáculos ao progresso nacional e eram excessivamente leais ao Império Britânico. Ele acusou a Grã-Bretanha de ter abandonado a Austrália durante a Segunda Guerra Mundial (1939-1945). Keating apoiou firmemente o pedido de desculpas simbólico aos povos indígenas pelos erros do passado, e delineou a sua perspetiva das origens e possíveis soluções para as desvantagens aborígenes contemporâneas.
Em 2006, John Howard disse num discurso para marcar o 50.º aniversário da revista Quadrant que o "politicamente correto" morreu na Austrália, mas que "não devemos subestimar o grau em que a centro-esquerda ainda reina, tendo até uma posição dominante, especialmente nas universidades australianas". Também em 2006, no  Sydney Morning Herald,, o editor político Peter Hartcher informou que o porta-voz de assuntos estrangeiros da oposição, Kevin Rudd, estava entrando no debate filosófico ao argumentar em resposta que "John Howard é culpado de perpetrar uma 'fraude' na sua guerra cultural... concebido de forma a não tornar a mudança real, mas para mascarar os danos causados pelas políticas econômicas do governo".
A derrota do governo de Howard na eleição federal de 2007 e a sua substituição pelo governo de Kevin Rudd alterou a dinâmica do debate. Rudd fez um pedido de desculpas oficial ao povo aborígene, por conta da gerações roubadas com apoio bipartidário. Assim como Keating, Rudd apoiou uma república australiana, mas declarou ser a favor da bandeira australiana e da comemoração do dia de ANZAC; ele expressou ainda admiração pelo fundador do Partido Liberal, Robert Menzies.